# Dierberg
Dierberg ist ein Ortsteil der Stadt Rheinsberg im Landkreis Ostprignitz-Ruppin im Norden Brandenburgs.

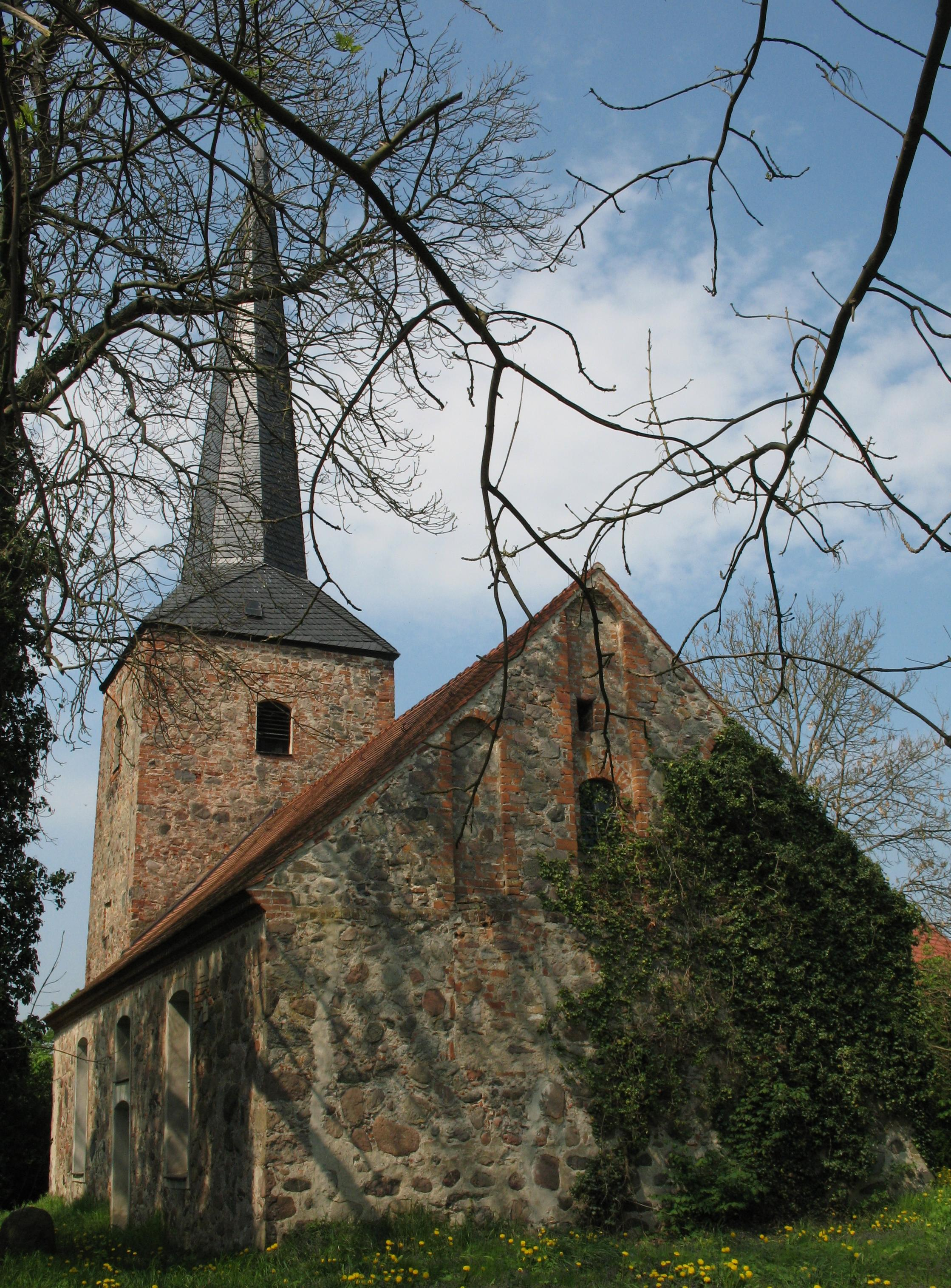
Feldsteinkirche

Dierberg, ein regelmäßig angelegtes Straßendorf, wird von der Straße Lindow-Rheinsberg durchschnitten. Ein Abzweig im Dorf führt außerdem nach Neuruppin. In der Dierberger Flur wurden aus der Jungsteinzeit Werkzeuge und Tonscherben gefunden. In der Nähe der Fundstelle wurde eine slawische Siedlung mit Herdstellen entdeckt. Zu den hier geborgenen Keramiken gehörte auch das Bodenstück eines Gefäßes mit Bodenzeichen. Das mittelalterliche Dorf (Dyreberghe 1422) hatte unter ständigen Raubüberfällen durch verschiedene Adlige, wie beispielsweise durch die Stargarder Ritter, im 15. Jahrhundert zu leiden. Um 1490 gehörte Dierberg zur im Kern reichsunmittelbaren Herrschaft Ruppin der Grafen von Lindow-Ruppin. Dierberg hatte auch im Dreißigjährigen Krieg schwere Verluste erlitten. Laut Landesvisitation von 1652 waren 17 Bauernhöfe verlassen. Erst zu Beginn des 18. Jahrhunderts sind alle Bauerngehöfte wieder bewohnt.
1422 wird der Ort Dyreberghe genannt. 1515 Dyrbergh, 1525 Tirbergk, 1540 Derberge, Derberch, 1572 Dierberge. Dem Namen nach rechnete man mit wilden Tieren.
Dierberg gehörte bis 1541 zum Kloster Lindow. Bis 1764 zum Amt Lindow, danach bis 1844 zum Amt Zechlin und schließlich bis 1872 zum Amt Alt Ruppin.
Von 1904 bis zum 22. Mai 1993 besaß der Ort einen Haltepunkt an der Bahnstrecke Löwenberg–Flecken Zechlin.
Am 26. Oktober 2003 kam der Ort im Rahmen der Gemeindegebietsreform des Landes Brandenburg zur Stadt Rheinsberg.

## Kirche
Die kleine Feldsteinkirche wurde im Mittelalter in Saalform gebaut. Seit einem Umbau am Beginn des 18. Jahrhunderts präsentiert sie sich mit barocken Stichbogenfenstern. Über dem Turm, der einen quadratischen Grundriss hat, erhebt sich eine lange achtseitige Spitze. Im Inneren befindet sich ein Kanzelaltar von 1716, ein silbervergoldeten Kelch von 1719 und zwei Zinnleuchter aus dem Jahre 1743.

## Persönlichkeiten
- Dagmar Elsner-Schwintowsky (1939–1997), Grafikerin und Illustratorin, lebte ab 1976 in Dierberg

- Bruno Schottstädt (1927–2000), evangelischer Theologe, ökumenischer Dozent, Begründer der Gossner-Mission in der DDR und Friedensaktivist